# Nœud de sifflet de bosco
Le nœud de sifflet de bosco, aussi appelé nœud de diamant ou nœud de dragonne, est un nœud d'arrêt sur deux brins, volumineux aux bords saillants qui peut être efficacement utilisé comme un bouton.

## Nouage

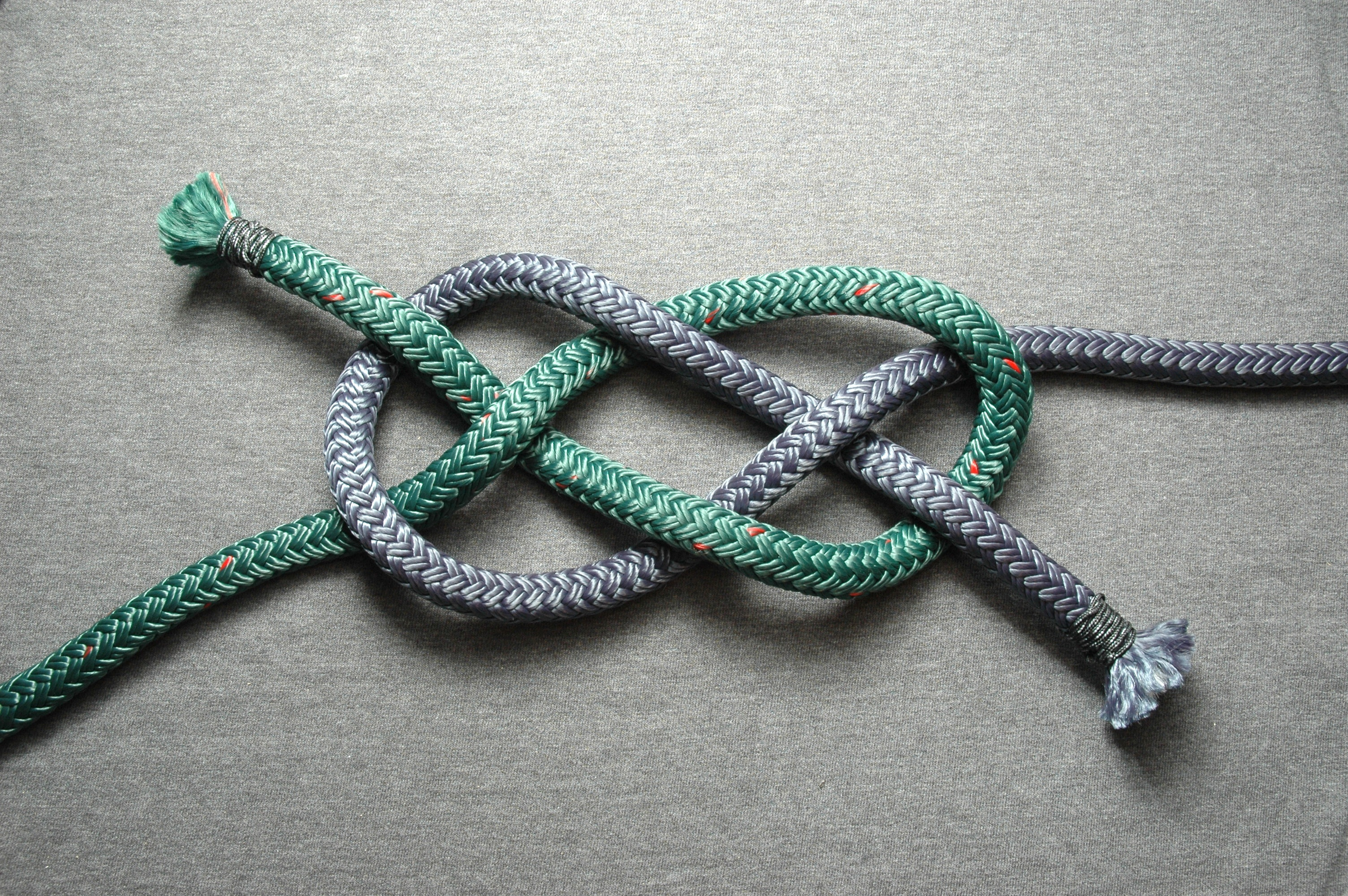
Démarrer par un nœud de carrick.
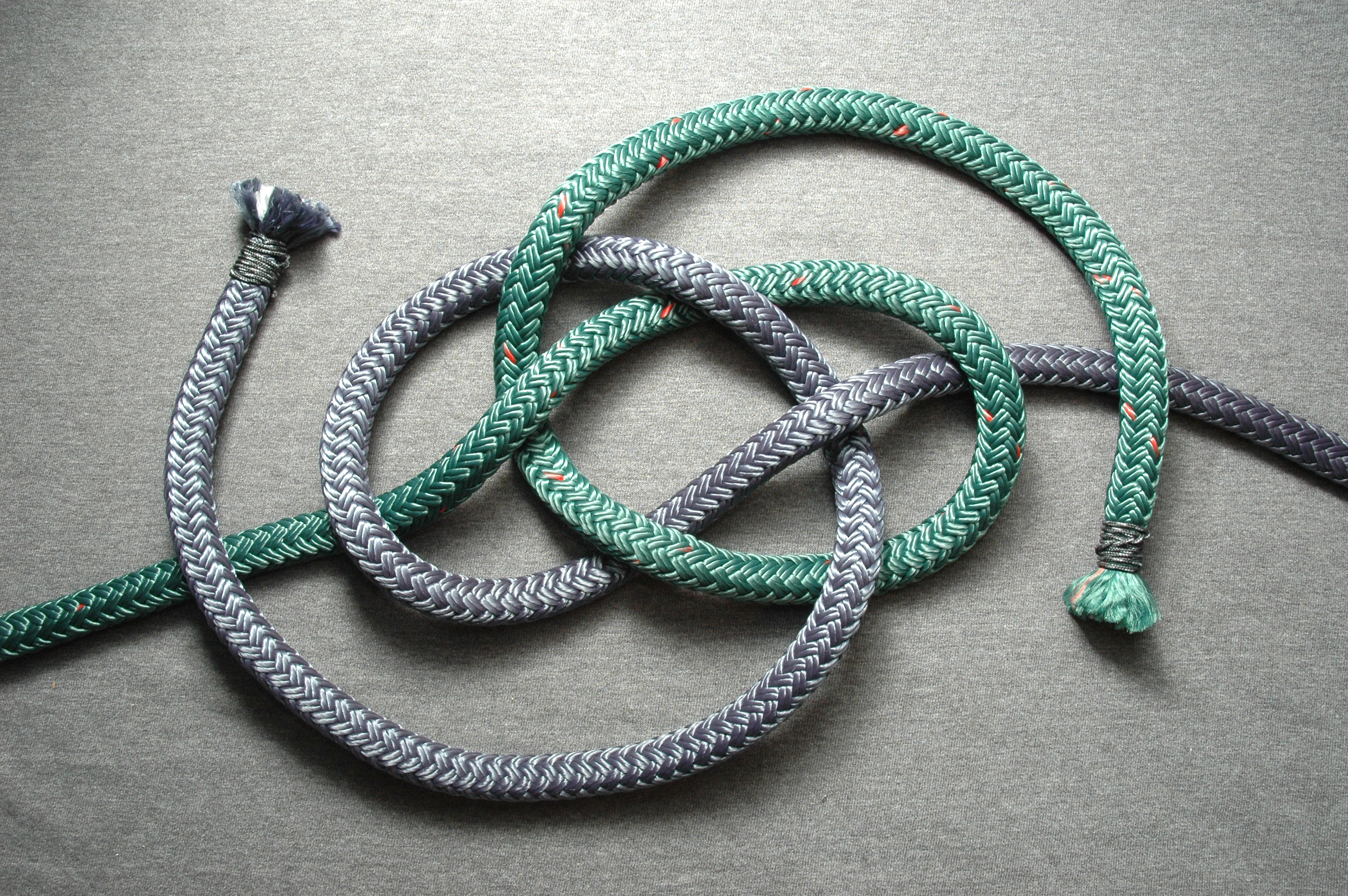
Les courants tournent au-dessus des dormants,
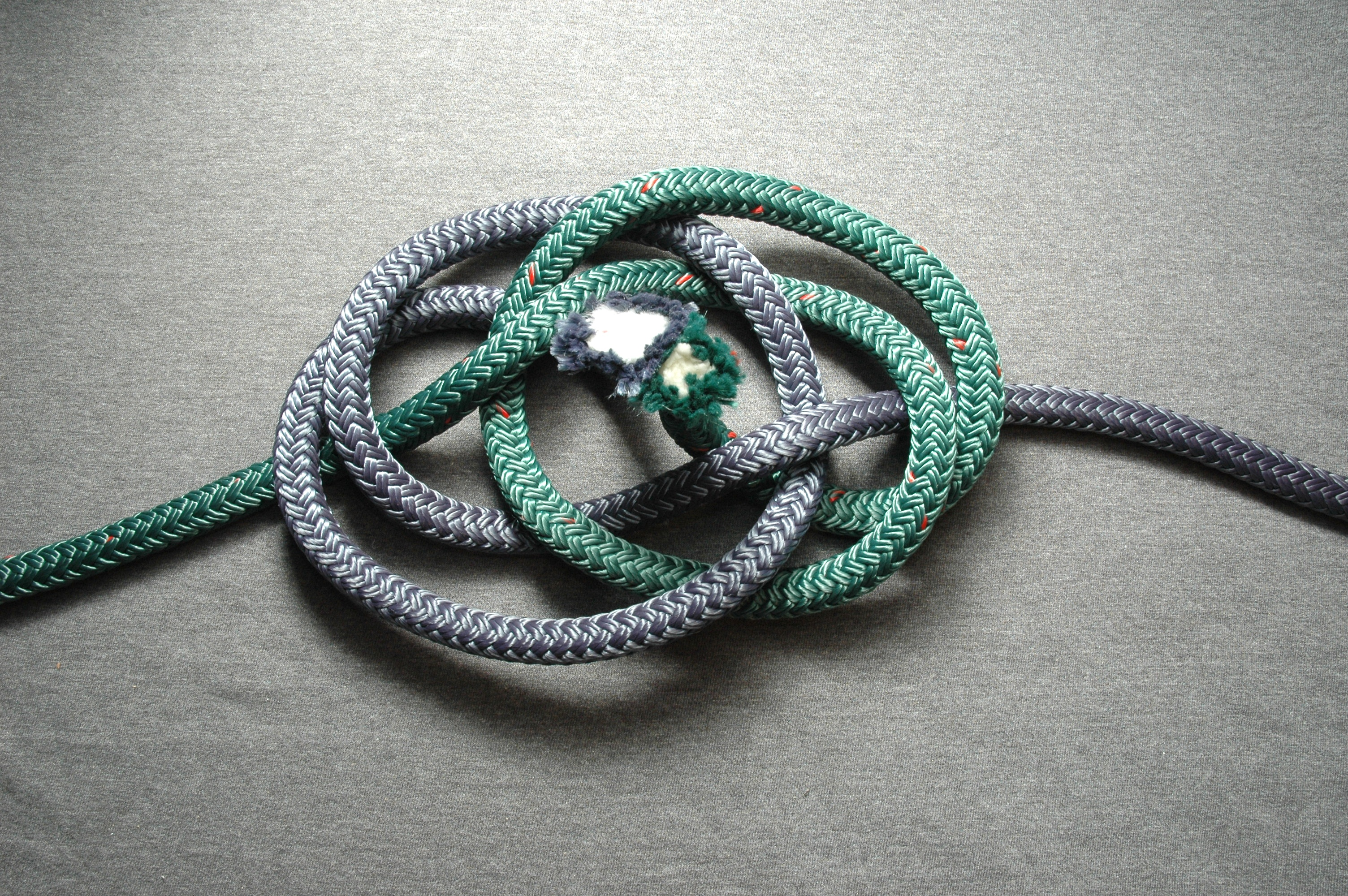
Puis passent sous les trois ganses pour ressortir au centre du nœud de carrick.

## Usage et sécurité

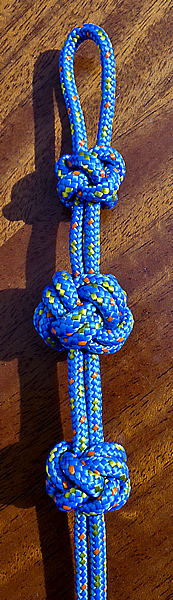
Nœuds de sifflet du Bosco de haut en bas, simple, double, à chevrons.

Le nœud de sifflet de bosco, nœud ancien, fait un retour dans le monde de la régate, il fait un excellent bouton pour une manille textile réalisée sur la base de tresse en dyneema. Soumise au test de la traction lente, la manille casse au niveau de la boutonnière, plutôt qu'au niveau du bouton.
En plus du nautisme, elle est utilisée maintenant dans de nombreuses activités, alpinisme, spéléologie, sports mécaniques (4x4, quad, motomarine, etc.) mais aussi dans de nombreux métiers (chantiers du bâtiment, forestier...)

L'erse à bouton, ancêtre de la manille textile, utilise aussi le nœud de sifflet du bosco comme bouton.

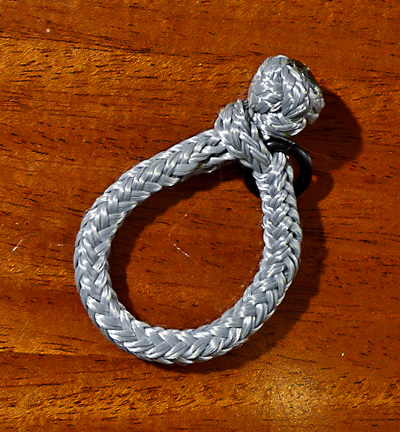
Manille textile en dyneema
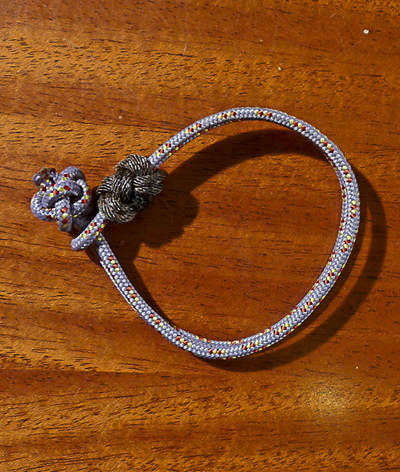
Erse à bouton

## Origines
Nœud décoratif dès son origine, le « bosco », le marin qui donnait les ordres de manœuvre à l'aide d'un sifflet, l'utilisait dans la parure qu'il confectionnait pour porter son sifflet autour du cou.
Ce nœud peut être doublé, à chevrons, allongé…

## Maedup
Le nœud de sifflet de bosco est appelé Nœud lotus dans l'art traditionnel coréen du Maedup. Il est souvent utilisé comme bouton de passementerie mais également dans des compositions de Maedup telles que le Nœud libellule pour former la tête de l'animal.